# Jom haZikaron

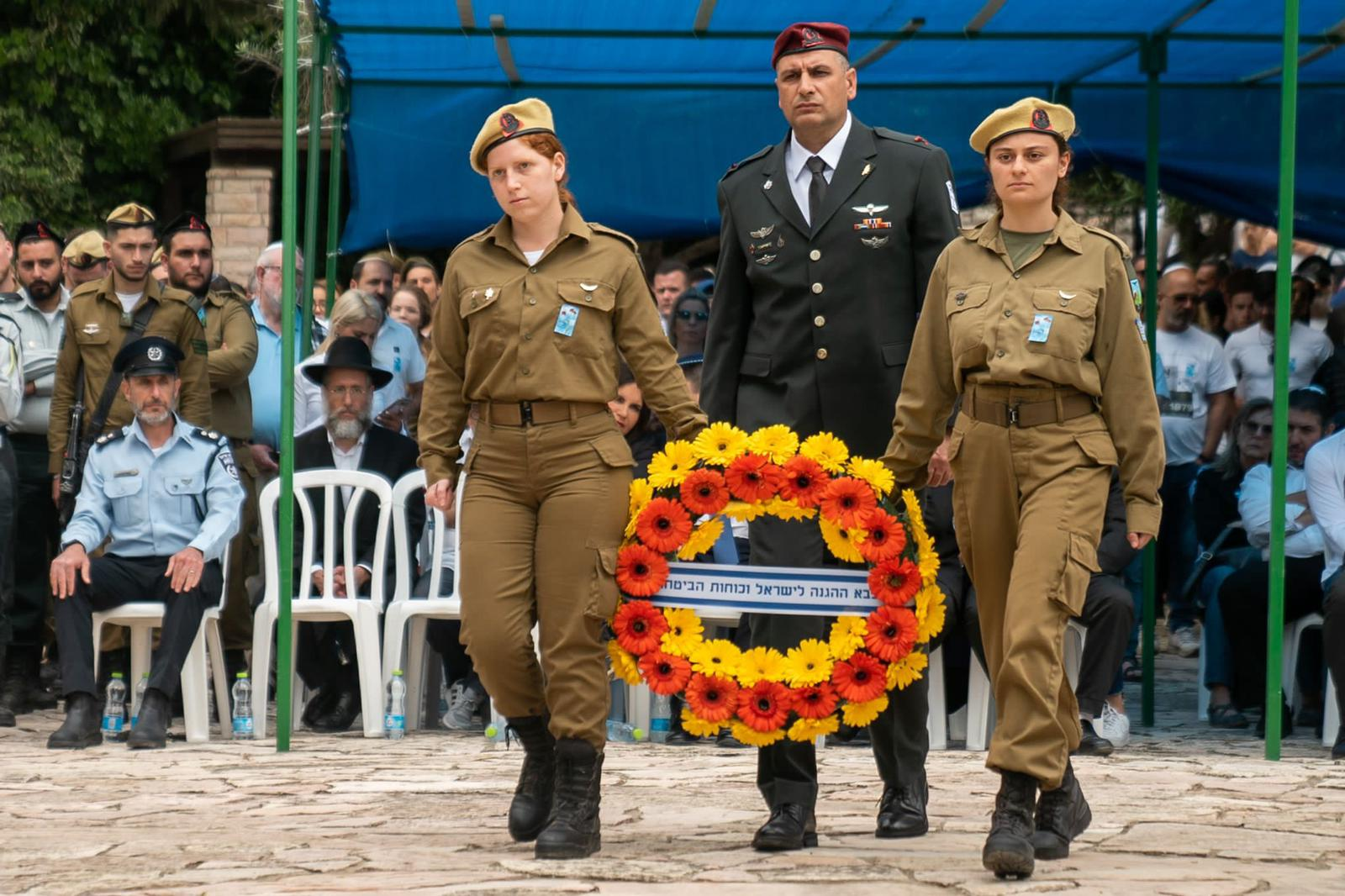
Gedenktagszeremonie auf einem Militärfriedhof (2022)

Der Jom haZikaron oder Jom haSikkaron (hebräisch יוֹם הַזִּכָּרוֹן לְחֲלָלֵי מַעֲרָכוֹת יִשְׂרָאֵל וְנִפְגְּעֵי פְּעֻלּוֹת הָאֵיבָה Jōm ha-Sikkarōn lə-Chalalej Maʿarachōt Jisraʾel wə-Nifgaʿej Pəʿullōt ha-ʾEīvah, deutsch ‚Gedenktag für die Gefallenen der Feldzüge Israels und die Opfer der Akte des Hasses‘) ist ein israelischer Nationalfeiertag.

## Termin
Der Jom haSikkaron wird am 4. des Monats Ijjar nach jüdischem Kalender abgehalten, immer den Feierlichkeiten des israelischen Unabhängigkeitstages am 5. Ijjar vorausgehend. An diesem Tag wurde im Jahre 1948 die Unabhängigkeit Israels proklamiert. Allein, wenn der 4. Ijjar auf einen Montag, Dienstag oder Mittwoch fällt, finden die Feierlichkeiten zum Jom haSikkaron am eigentlichen Datum statt. Der Jom haSikkaron und der stets nachfolgende Jom haʿAtzmaʾut werden um einen Tag vorgezogen (auf den 3. und 4. Ijjar), wenn der 5. auf einen Freitag fällt, den viele Juden zur Vorbereitung des mit Anbruch des Abends beginnenden Sabbat nutzen. Die Feierlichkeiten enden standardmäßig gegen 19 Uhr, an einem Freitag also würden Besucher, Teilnehmer und Mitarbeiter im Veranstaltungswesen es nicht vor Beginn der religiösen Sabbatruhe nach Hause schaffen. Fällt der 5. Ijjar auf einen Sonnabend, wo bis zur Dunkelheit Sabbatruhe gilt, und liegt entsprechend der 4. auf dem Freitag, mehren sich die Konflikte mit der Sabbatruhe, weshalb beide Feiertage dann um zwei Tage vorgezogen werden (auf den 2. und 3. Ijjar). 
Fällt der 5. Ijjar auf einen Sonntag, wird der Jom haʿAtzmaʾut um zwei Tage auf den Dienstag, den 7. verschoben.  Der Jom haSikkaron, der ja immer tags zuvor zu feiern ist, kann nicht an Schabbat stattfinden, aber auch nicht am Sonntag, denn dann begönnen die Feierlichkeiten ja noch am Sonnabend Abend, dem Vorabend des Sonntags, womit Vorbereitungen sonnabends tagsüber zu treffen wären, wo aber Sabbatruhe gilt. Fällt der 5. Ijjar auf einen Montag, wird die Feier des Jom haʿAtzmaʾut um einen Tag verschoben, auf den 6. Ijjar, einen Dienstag, damit auch der Jom haSikkaron wie die davor nötigen Vorbereitungen auf normale Werktage fallen. Da der Jom haSikkaron also am 2., 3., 4., 5. oder 6. Ijjar stattfinden kann, fallen die Feiern zum Gedenken der Gefallenen und der Opfer des Hasses entsprechend jedes Jahr auf einen anderen Vorabend und den Folgetag im Gregorianischen Kalender.
Der 4. Ijjar des Jüdischen Kalenders (mit standardmäßig 354 Tagen im Jahr) und der 14. Mai des Gregorianischen Kalenders (mit standardmäßig 365 Tagen) weichen um Tage bis zu mehreren Wochen voneinander ab, können aber an und für sich frühestens nach 19 Jahren wieder übereinstimmen. Doch auch dies ist selten, da beide Kalender durch Schaltjahre (sechs alle 19 Jahre im Jüdischen Kalender mit einem bis zu 30 Schalttagen; fünf alle 20 Jahre im Gregorianischen mit null bis zu einem Schalttag) nicht synchron laufen.

## Hintergrund
Dieser Feiertag ehrt Veteranen und gefallene Militärangehörige der Israelischen Armee, die im modernen Nahostkonflikt gestorben sind, sowie der gefallenen Verteidiger des Jischuv von 1860 bis 1948. Am Jom haSikkaron wird auch der Zivilisten gedacht, die dem palästinensischen Terrorismus zum Opfer gefallen sind.

## Ablauf
Der Tag schließt viele nationale Feierlichkeiten für gefallene israelische Soldaten und Kämpfer des Untergrunds der Mandatszeit, an denen hohe Staatsbeamte und Militäroffiziere teilnehmen, ein. Der Feiertag beginnt am Vorabend um 20 Uhr (nach dem jüdischen Kalender beginnen die Tage mit dem Sonnenuntergang) mit dem einminütigen Signalton einer Sirene. Während dieser Minute verharren die meisten Israelis in Ruhe, gedenken der Opfer und zeigen ihren Respekt. Viele religiös-zionistische Juden beten für die Seelen der gefallenen Soldaten in dieser Minute. Ein offizieller Akt, der den Tag einläutet, findet an der Klagemauer in Jerusalem statt. Bei diesem Akt wird die israelische Flagge auf halbmast gesetzt.
Am folgenden Morgen um 11 Uhr ertönen alle Sirenen im Land für zwei Minuten, was die Eröffnung der offiziellen Gedenkveranstaltungen und privaten Erinnerungsversammlungen, meist auf den Friedhöfen, auf denen Soldaten begraben sind, oder in Gedenkstätten (wie dem Museum der Gefangenen des Untergrunds in Akko) kenntlich macht. Gefallener Marineangehöriger wird am zentralen Marineehrenmal in Aschdod gedacht. Der öffentliche Verkehr, die Fußgänger und auch die Autofahrer bleiben dabei stehen. Seit 2018 dient eine neuerrichtete Gedenkhalle auf dem Herzlberg in Jerusalem für die zentrale Gedenkveranstaltung. In der Halle sind die Namen der 23.645 Opfer seit 1860 (Stand bei Neueröffnung) auf Ziegelsteinen eingetragen. Den Tag nutzen viele Menschen dazu, die Gräber ihrer verstorbenen Angehörigen zu besuchen. Der Tag neigt sich zwischen 19 und 20 Uhr dem Ende zu und geht über in die Feierlichkeiten des Jom haʿAtzmaʾut auf dem Herzlberg, wo die israelische Flagge dann wieder bis ganz oben gehisst wird.

## Galerie

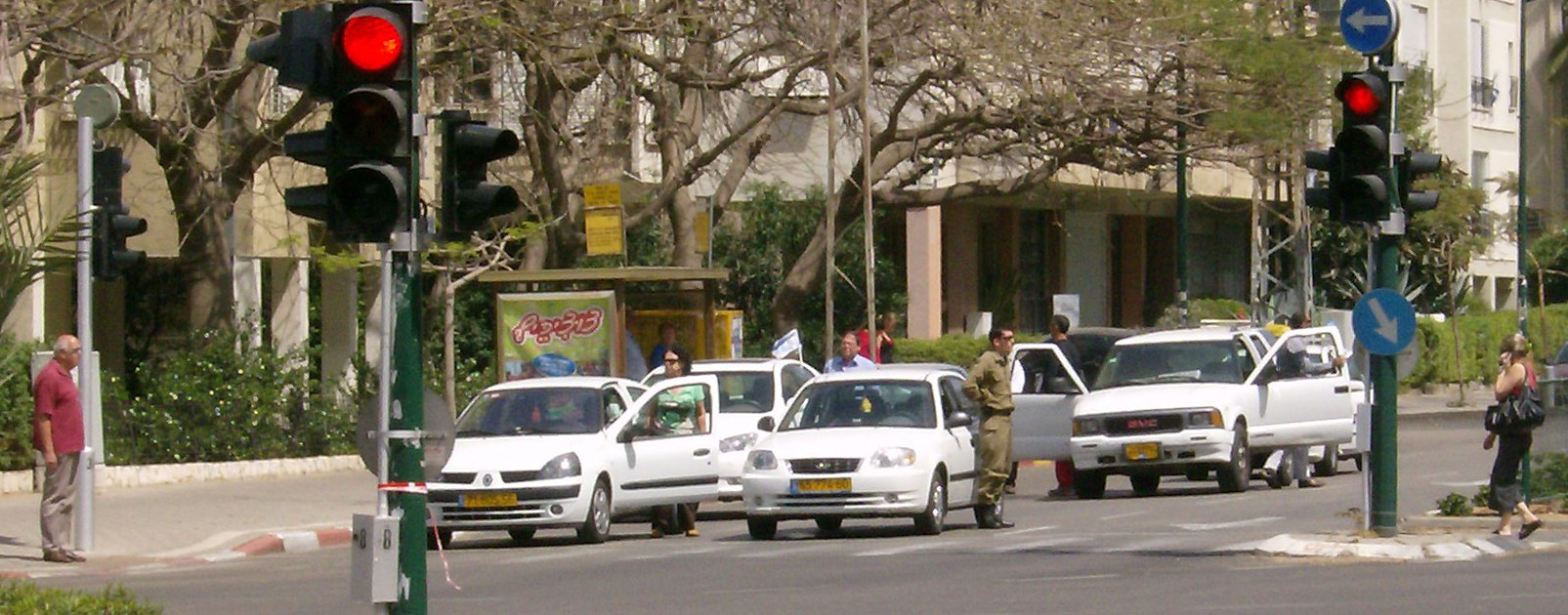
Autofahrer die stehengeblieben sind und gedenken
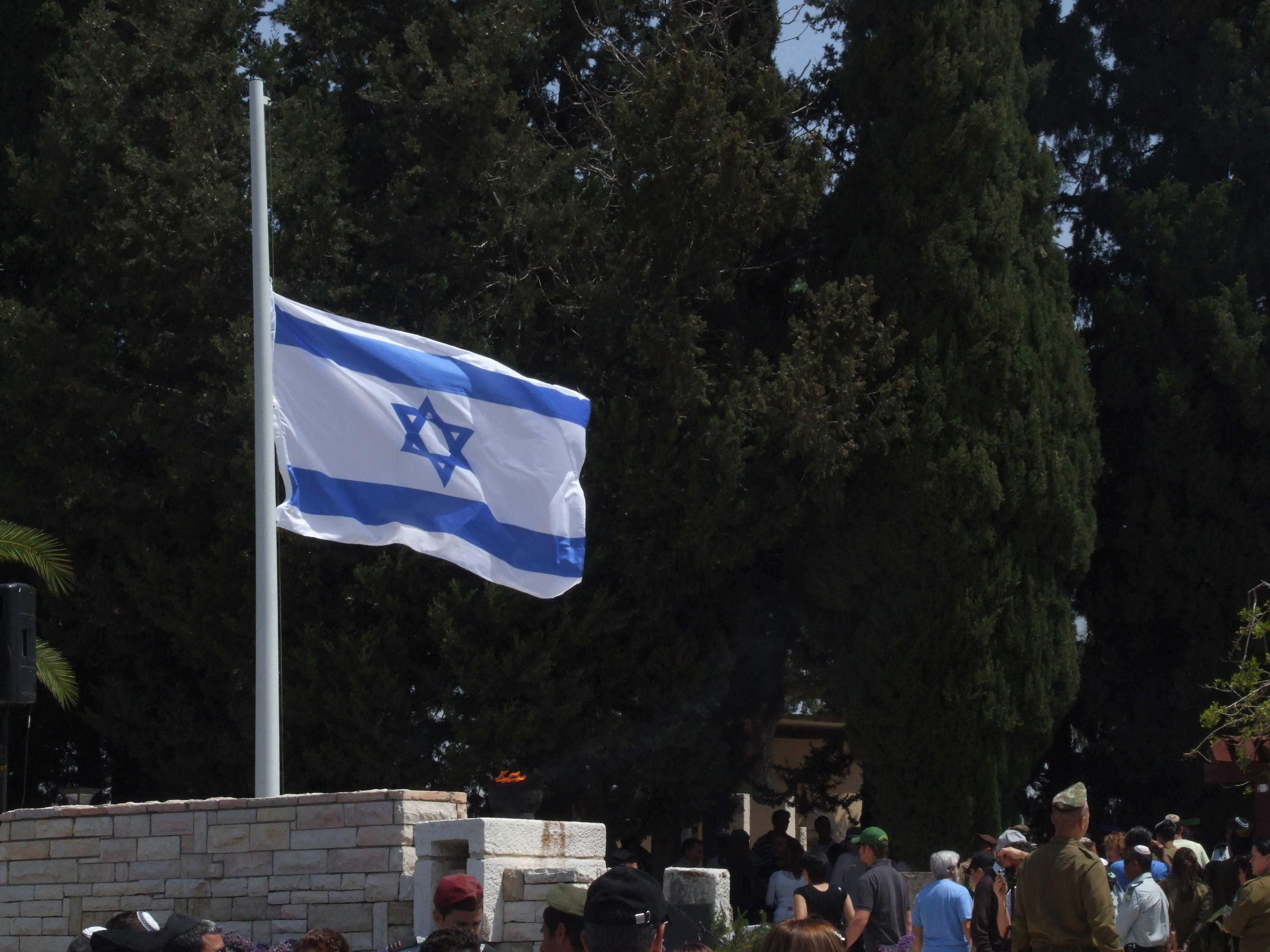
Flagge auf halbmast
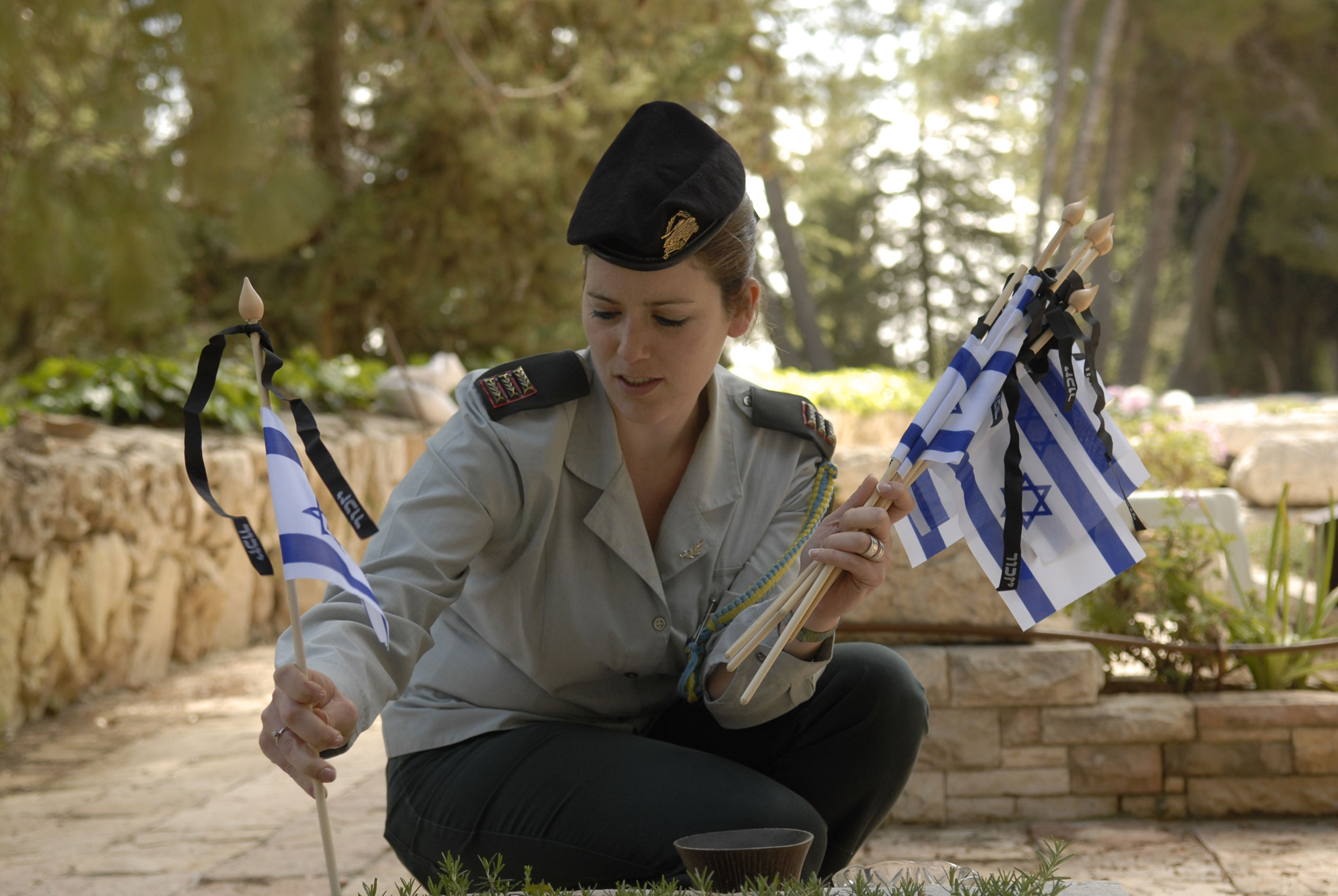
Eine Offizierin der IDF verteilt Fähnchen

## Zusammenhang mit dem Unabhängigkeitstag
Den Gedenktag genau vor dem Unabhängigkeitstag zu feiern, soll die Menschen daran erinnern, welcher Preis für die Unabhängigkeit bezahlt werden musste und was durch das Opfer der Soldaten erreicht wurde. Dieser Übergang zeigt die Wichtigkeit dieses Tages für die Israelis, von denen die meisten im Militär gedient haben und zu Menschen in Verbindung stehen, die während ihrer Zeit beim Militär getötet wurden.

## Geschichte
Historisch gesehen wurde das Datum ausgesucht, weil die Politiker während des ersten Jahres der Existenz Israels sich nicht auf ein Datum für den Gedenktag einigen konnten. Als das Jahr ohne eine Entscheidung zu Ende ging, wurde der Gedenktag am ersten Unabhängigkeitstag (1949) veranstaltet. Das Gleiche geschah am zweiten Unabhängigkeitstag 1950, aber durch die Zusammenlegung der Feiertage zeigten sich bald logistische und emotionale Probleme, so dass man auf Anraten einer öffentlichen Kommission den Gedenktag um einen Tag zurückverlegte. Diese Abmachung wurde 1963 zum Gesetz.
Als besonderes Ereignis zu den Feierlichkeiten 2002 war die einmalige Reinszenierung der Fahrt des legendären Einwandererschiffs Exodus. Ihr damaliger Kommandeur Jossi Harʾel war mit an Bord.

## Bedeutung
Bestimmte Gruppierungen des ultraorthodoxen Judentums messen dem Tag keine spezielle Bedeutung bei, andererseits dienen einige von ihnen in der Armee und feiern den Gedenktag. Die Friedensinitiative Combatants for Peace veranstaltet jährlich eine israelisch-palästinensische Trauerveranstaltung, um zusammen um die Toten des israelisch-palästinensischen Konflikts zu weinen.

## Jom haSikkaron nach gregorianischem Kalender
Der Jom haSikkaron ist, vorbehaltlich seiner Verlegung wegen Schabbats, am 4. Ijjar des jüdischen Kalenders, variiert aber von Jahr zu Jahr im Gregorianischen Kalender:
Jeder Festtag, wie auch jeder andere Tag, dauert gemäß jüdischem Kalender von Sonnenuntergang am Vorabend bis zum Anbruch des nächsten Abends – und nicht von 0 bis 24 Uhr.
| Jüdisches Jahr | Gregorianisches Datum |
| -------------- | --------------------- |
| 5784           | 13. Mai 2024          |
| 5785           | 30. April 2025        |
| 5786           | 21. April 2026        |
| 5787           | 11. Mai 2027          |